# Metzeler
Metzeler est une société allemande de fabrication de pneus de moto fondée en 1863. Metzeler qui produit à l'origine différentes variétés de caoutchouc et de plastique, étend ses activités dans l'aéronautique en 1890 puis dans les pneus d'automobile et de moto en 1892. L'usine est détruite au cours de la Seconde Guerre mondiale puis reconstruite. Durant les années 1950 et 1960, le distributeur américain de Metzeler est la Berliner Motor Corporation. À partir de 1979, Metzeler concentre son activité sur la fabrication de pneus de moto. La marque a été rachetée par Pirelli en 1986.

## Galerie

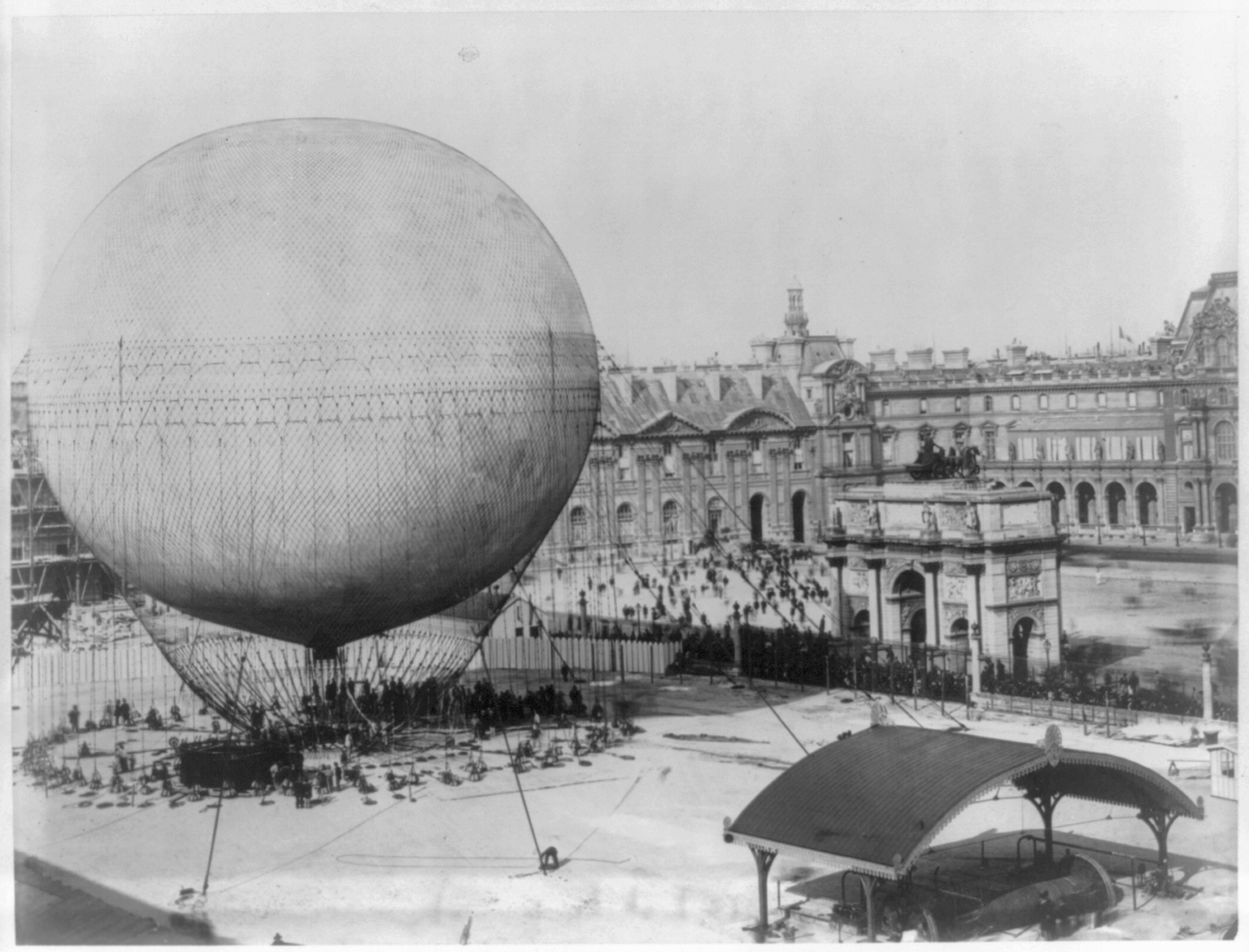
Ballon aérostatique de Henry Gifford (Henri Giffard) avant ascension, en 1878. Photographie prise depuis les ruines du Palais des Tuileries.
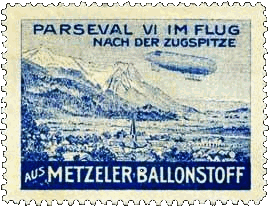
Timbre en l'honneur de la marque Metzeler
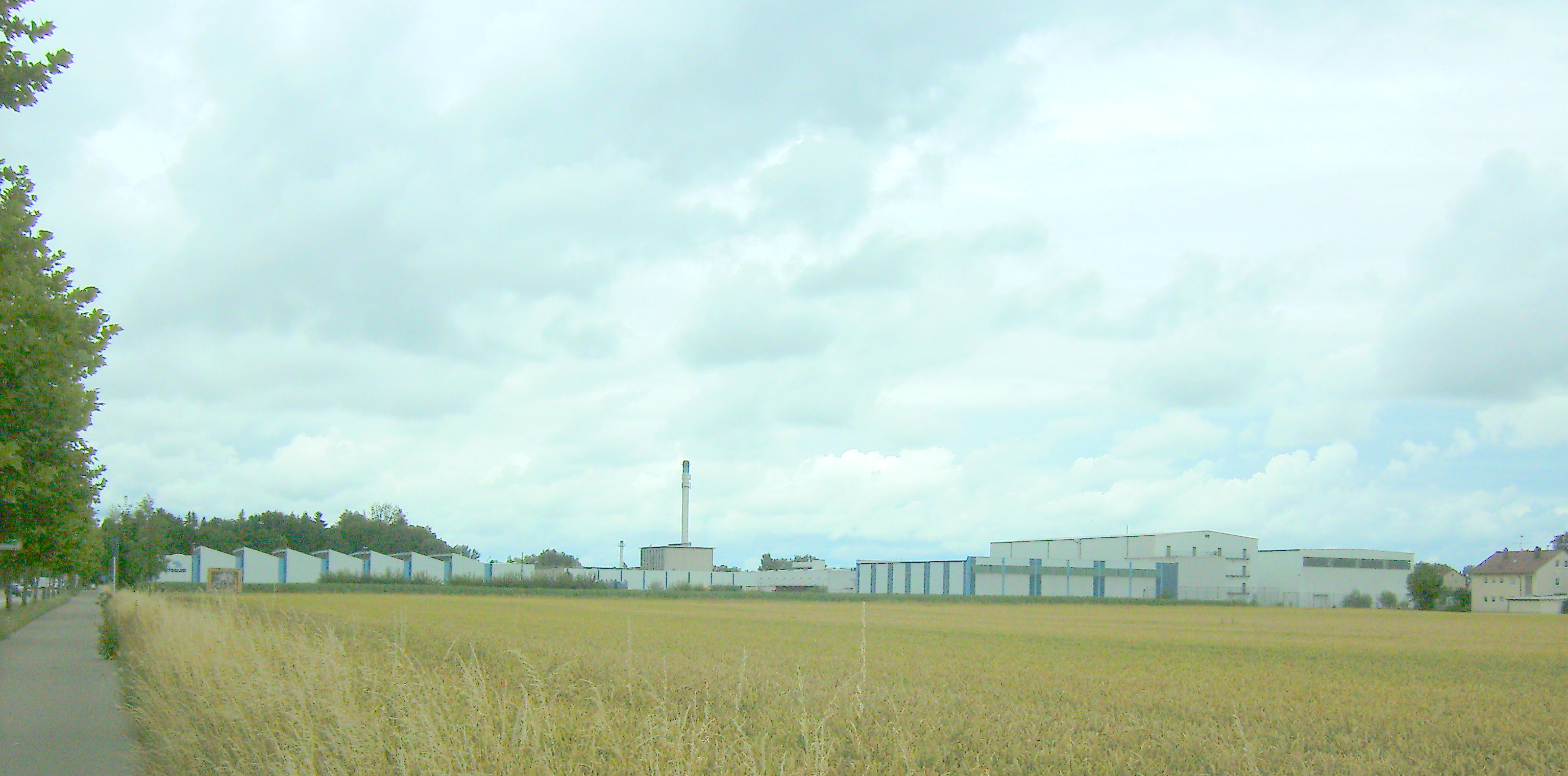
Usine Metzeler de Memmingen (2008)